# 제1기갑사단 (폴란드)
제1기갑사단(폴란드어: 1 Dywizja Pancerna)은 제2차 세계 대전 당시 폴란드 서부군의 기갑사단이었다. 1942년 2월, 스코틀랜드의 둔스에서 창설된 이래 스타니스와프 마체크가 사단을 이끌었고, 최대 병력이 되었을 때는 약 16,000명의 병사를 이끌고 있었다. 사단은 1944년 8월 토털라이즈 작전과 샹부아 전투 기간인 오버로드 작전의 마지막 부분에서 활약했다. 이들은 제1캐나다군의 일부로 서부 전선의 나머지 기간 동안 싸움을 계속했다. 이들은 연합군에게 검은 악마들 또는 검은 사단이라 불리기도 했다.

## 역사

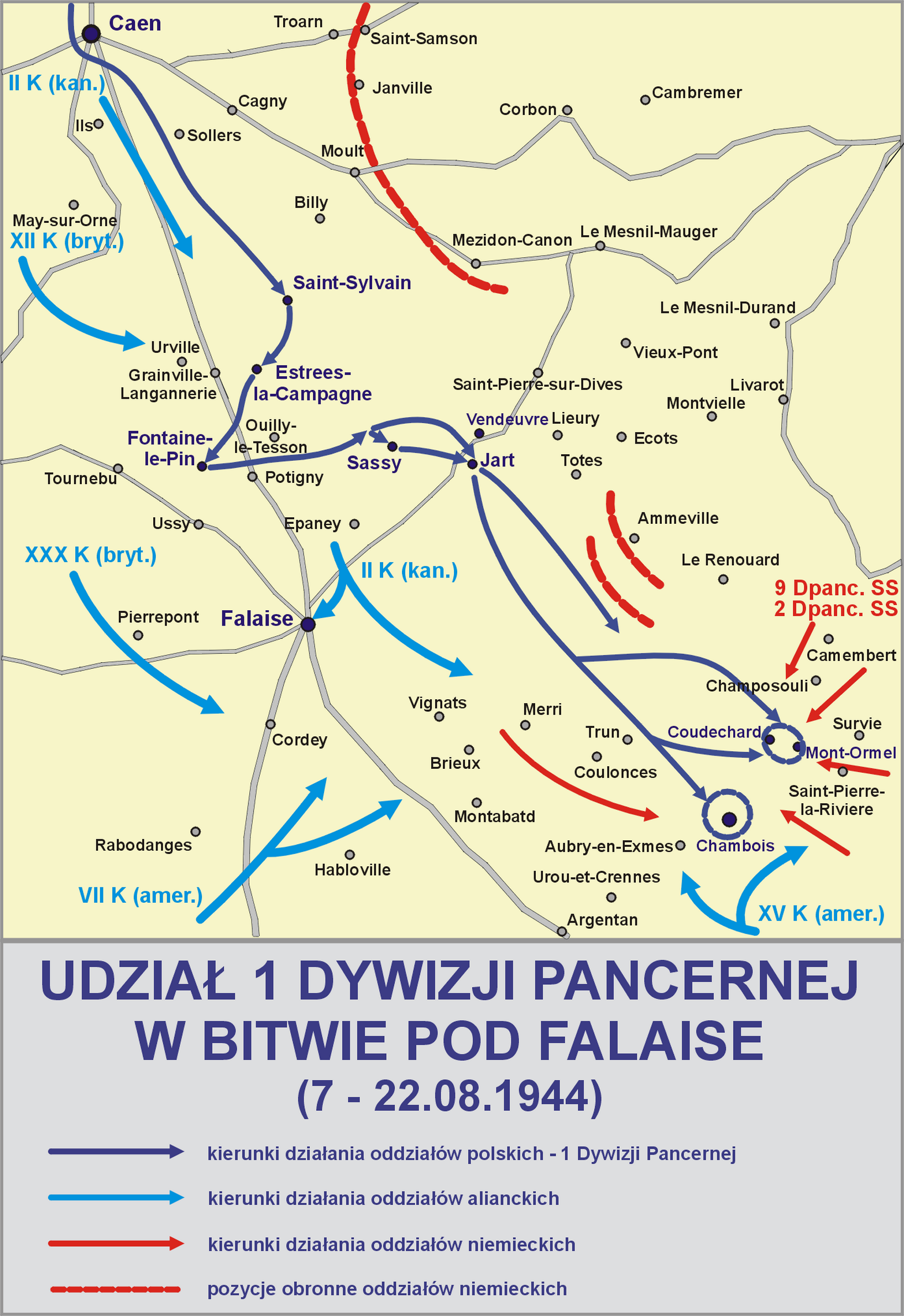
팔레즈 포위전에서 폴란드 제1기갑사단이 전투에 참여한 지도.

### 노르망디
1944년 7월 말, 제1기갑사단은 노르망디로 이동했고, 마지막 대원은 8월 1일에 도착했다. 부대는 제1캐나다군에 배속되었다. 이것은 대다수의 폴란드인이 1940년 영국에 도착한 이래로 영어를 잘 하지 못했기 때문에 의사소통을 돕기 위한 조치라고 보여진다. 사단은 토털라이즈 작전 기간인 8월 8일에 전투에 참여했다. 연합군 공군에 의한 아군 공격의 결과로 사단은 심각한 피해를 입었지만, 독일 국방군을 오멜 산 전투에서 격퇴시킴으로써 승리를 거두었고, 샹부아 전투에서 다시 한 번 승리했다. 이러한 일련의 공세 및 방어전은 팔레즈 포위전으로 알려졌으며 독일군과 친위대 사단이 팔레즈 고립 지대에 갇혀서 궤멸되는 계기를 제공했다. 마체크의 사단은 고립된 독일군 사단들의 도주로에 있는 고립 지대를 완전히 봉쇄하는 중요한 역할을 맡고 있었기 때문에 전투는 처절했고, 제8보병군단과 제9보병군단의 지원을 받고 있던 제2폴란드기갑연대는 고립지대를 돌파하려고 하는 독일군 공격에 정면으로 맞섰다. 포위된 채 무기가 바닥날 즈음, 그들은 포위에서 벗어날 때까지 48시간 동안 몰려오는 기갑사단의 쉴새없는 공격을 버텨냈다.

### 베네룩스 3국
연합군이 노르망디에서 벗어난 이후, 폴란드 제1기갑사단은 영국 해협을 따라 주둔한 독일군을 밀어냈다. 다른 연합군과 함께 이들은 생토메르, 이프르, 티엘트, 겐트 등을 탈환했다. 스타니스와프 마체크 장군이 계획하고 실행한 성공적인 선공 계획은 1944년 10월 29일 어떠한 민간인 사상자도 없이 브레다를 해방시켰다. 사단은 1944년과 1945년 사이의 겨울을 라인강 남안에서 보냈으며 네덜란드 모데크 근처의 구역을 보호하였다. 1945년 초기, 사단은 오버레이설 지방으로 이동하여 네덜란드-독일 국경에 있는 연합군을 지원하기 시작했다. 이 결과 이들은 에먼, 코포르던, 스타츠카날과 같은 마을을 포함하여 드렌터주, 흐로닝언주의 일부를 탈환했다.

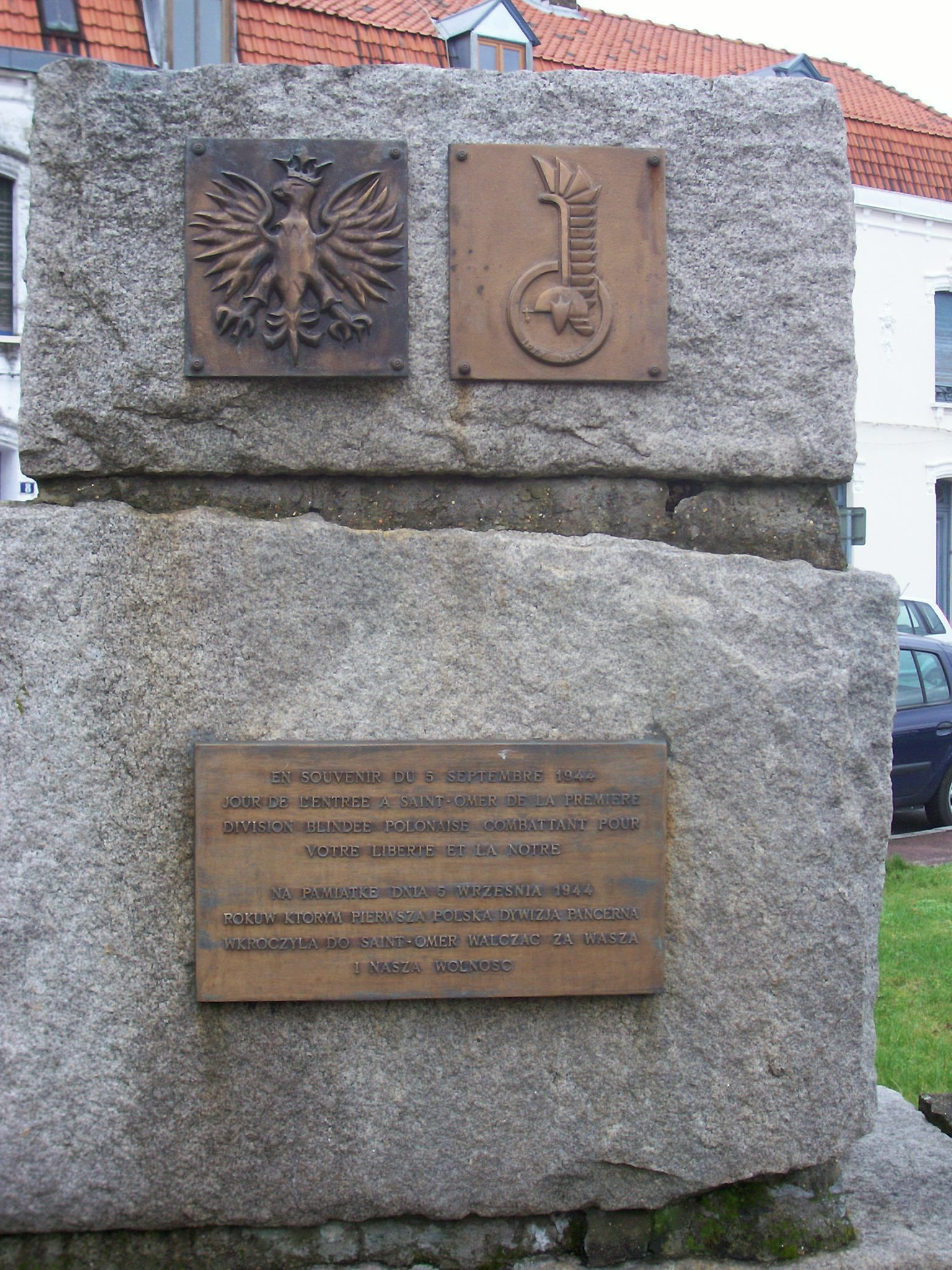
제1폴란드기갑사단을 기리기 위해 생토메르에 세워진 기념비

### 독일
1945년 4월, 제1기갑사단은 엠스란드 지역을 통해 독일에 진입했다. 5월 6일, 사단은 빌헬름스하펜에 있는 독일 전쟁해군의 해군 기지를 포위했으며, 이곳에서 마체크 장군은 요새, 해군 기지, 동프리시아 해군, 그리고 10개 이상의 보병 사단의 항복을 승인했다. 이후 사단은 전쟁을 끝내고, 폴란드 제1독립공수여단에 합체되어 1947년 해산될 때까지 점령 임무를 맡았다. 서부 연합군이 점령한 다른 영토들의 흩어진 폴란드 사람들과 함께 사단은 독일의 하렌에 폴란드 소수 민족 거주지를 형성했으며 이것은 훗날 마츠코프로 알려지게 된다. 대다수의 사단 병사들은 당시 소련 하에 점령된 폴란드로 돌아가기보다는 폴란드 망명 정부에 들어가거나 다른 방식의 망명을 선호했다. 마체크와 폴란드 제1기갑사단이 가지고 있던 많은 작품과 기념록은 런던의 폴란드 교육 및 시코르스키 미술관에 전시되어 있다.

## 같이 보기
- 토털라이즈 작전
- 팔레즈 포위전
- 제1캐나다군